# 什泰弗內什蒂 (阿爾傑什縣)
什泰弗內什蒂是羅馬尼亞的城鎮，位於該國南部，距離首府皮特什蒂6公里，由阿爾傑什縣負責管轄，面積56.65平方公里，海拔高度300米，2007年人口13,506，大多數居民信奉東正教。